# Nina Vasilevna Mirzoeva
Nina Vasilevna Mirzoeva (Mirzojeva) ( 1908 - 1999 ) fue una botánica armenia. Trabajó y exploró extensamente la región de Armenia., a través del "Instituto de Botánica", de la Academia Armenia de Ciencias.

## Algunas publicaciones
- agasi asaturovich Akhverdov, nina vasilevna Mirzoeva. 1982. Biologii︠a︡ irisov flory Armenii. Ed. Izd-vo AN Armi︠a︡nskoĭ SSR. 83 pp.
- --------------, --------------. 1964. The behavior of alpine plants transferring in stony wormwood semi-desert zone. Works of Institute of Botany of Acad. of Sci. of Armenian SSR 14:91-121 (en ruso)
- --------------, --------------. 1949. The experience of wild herbaceous plants collecting, keeping and planting in the Yerevan Botanic Garden of Academy of Sciences of Armenian SSR. Nauk Armianskoy SSR 8:37-45 (en ruso)

- La abreviatura «Mirzoeva» se emplea para indicar a Nina Vasilevna Mirzoeva como autoridad en la descripción y clasificación científica de los vegetales.[4]